# Warren (Rhode Island)
Warren es un pueblo ubicado en el condado de Bristol en el estado estadounidense de Rhode Island. En el año 2000 tenía una población de 11,360 habitantes y una densidad poblacional de 712.7 personas por km².

## Geografía
Warren se encuentra ubicado en las coordenadas 41°43′49″N 71°16′57″O / 41.73028, -71.28250. Según la Oficina del Censo, la ciudad tiene un área total de 22,4 km² (8,6 mi²), de la cual 15,9 km² (6,1 mi²) es tierra y 5,5 km² (2,1 mi²) (45.46%) es agua.

## Demografía
Según la Oficina del Censo en 2000 los ingresos medios por hogar en la localidad eran de $41,285, y los ingresos medios por familia eran $52,824. Los hombres tenían unos ingresos medios de $35,472 frente a los $27,023 para las mujeres. La renta per cápita para la localidad era de $22,448. Alrededor del 7.3% de la población estaban por debajo del umbral de pobreza.